# العنکاوی
العنکاوی (به عربی: العنکاوی) یک روستا در سوریه است که در ناحیه زیاره واقع شده‌است. العنکاوی ۲٬۲۹۸ نفر جمعیت دارد.